# Khédrup Drakpa Sengé
Khédrup Drakpa Sengé (tibétain : མཁས་གྲུབ་གྲགས་པ་སེང་གེ, Wylie : mkhas grub grags pa seng ge), né à  Pompo au Tibet en 1283 et mort en 1348, est le premier Shamar Rinpoché.

## Biographie

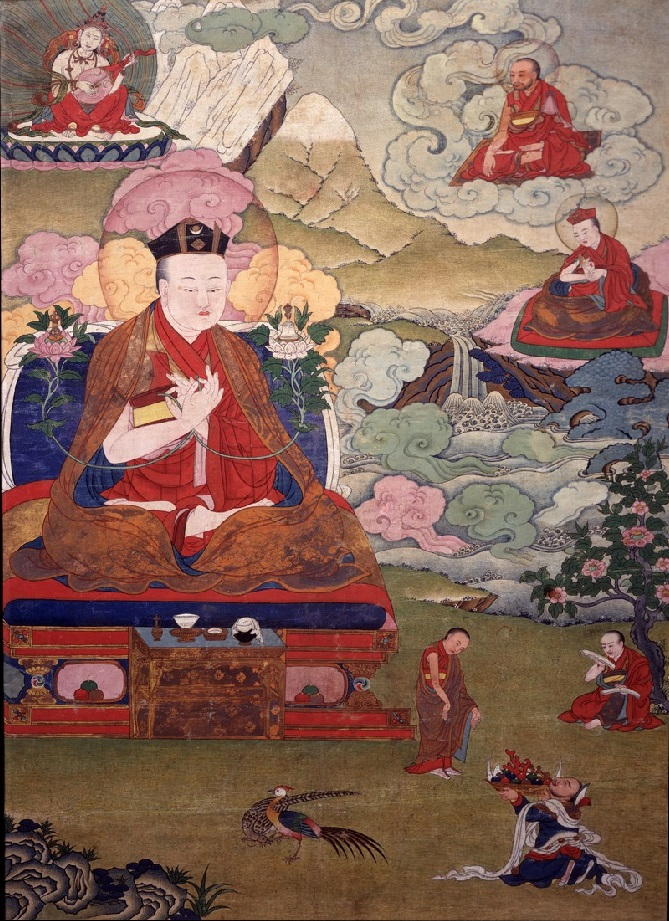
Thangka figurant le 3e karmapa, Rangjung Dorje et le 1er shamarpa Khédrup Drakpa Sengé peint par l'école de Situ Panchen, Rubin Museum of Art.

Drakpa Sengé est né à Pompo au Tibet en 1283. Il est le fils de Takchupa, son père, et d'Agoza, sa mère, et nait dans la famille Dranggu du clan Sha. A 13 ans, il reçoit les vœux de moine novice et le nom de Drakpa Sengge de Lodro Drakpa. Il étudie deux ans avec ce maître, avant d'étudier plusieurs années la magie.
A l'âge de 17 ans, Drakpa Sengge reçoit l'ordination provisoire śrāmaṇera de Lama Yeshe Sengge, un élève de Gyapowa Lungpa, lui même disciple du 1er karmapa, Düsum Khyenpa. Yeshe Sengge lui transmet des initiations de Vajravārahī. Il devient un pratiquant du toumo connu sous le nom de Wanggu Repa.
Vers ses 23 ans, Drakpa Sengge se rend au monastère de Tsourphou, y reçoit des initiations d'Guhyasamāja d'Acarya Tsulrim, et du Kālacakra de Sonam Sengge, et d'Cakrasaṃvara et Hevajra d'Umapa de Nampar. Il rejoint ensuite  le monastère kadampa de Sangpu où il reste 6 ans et reçoit des enseignements sur Prajñāpāramitā et la logique de Lachowa Jamyang Shakya Zhonnu et Lobpon Lodro Tsungme. Drakpa Sengge y rencontre son maître principal, le 3e karmapa, Rangjung Dorje. Il reçoit aussi des enseignements Zhije de Gyadrak Choje. Il va enseigner dans des monastères d'U et de Tsang.
Le karmapa lui confère le titre de  shamarpa et lui offre une coiffe rouge en lien avec ce titre signifiant détenteur de la coiffe rouge,.
A l'âge de 28 ans, à Kung au Kongpo, Drakpa Sengge rencontre à nouveau le 3e karmapa, alors qu'il construit le monastère de Dechen Teng. Le karmapa lui transmet des enseignements sur le Kabgye et le Naro Chodruk, qu'il passe l'hiver à pratiquer.
A Dechen Teng, Drakpa Sengge rêve de visiter Oḍḍiyāna qu'il associe au karmapa. Il accompagne le karmapa à Nyemo  et poursuit son voyage dans le Tsang, et souhaite rejoindre la vallée de Swat. Au monastère de Jonang, il rencontre Gyelwa Yeshe, un maître de la tradition Jonang, qui lui transmet le Kālacakra et lui apprend que l'enseignement du Bouddha a disparu de l'Inde, mettant fin à objectif pour Oḍḍiyāna.
Renforçant son lien avec l'école kagyu, Drakpa Sengge effectue un pèlerinage et des retraites méditatives de trois ans à Kyirong, associé à Milarépa notamment par les « Six Forteresses », sites de méditation de Milarépa. Il visite une représentation en bois de santal du Bouddha, le Pakpawati, sur le site de naissance du 3e karmapa avant de retrouver celui-ci à Dechen Teng.
Drakpa Sengge reste cinq ans à Dechen Teng, où il reçoit l'ordination finale de bikkshu de Zhonnu Jangchub et Tashi Rinchen. Il refuse la proposition du karmapa de devenir abbé du monastère, et rejoint pour cinq ans Pukmoche à Powo.
En 1333, à l'âge de 50 ans, Drakpa Sengge fonde un ermitage à Nenang près de Tsourphou, qui devint plus tard le siège monastique de Pawo Rinpoché, à la suggestion du karmapa, ou alternativement suivant une vision de Chugomma Samtengyen, une disciple du 1er karmapa. Il y enseigne quelques années, puis transmet ses connaissances à Tonpa, un disciple qu'il avait initié à Dewachen des années plus tôt. Il construit et s'installe dans un ermitage, Yanggon ou Yangwen, en contrebas de Nenang. Un an plus tard, le karmapa, alors à Pékin lui demande de résider à Dewachen. Trouvant ce monastère inadapté à sa santé, il retourne à Nenang après un été, mais visite Dewachen les dix années suivantes.
Au cours de sa pratique, Drakpa Sengge a eu des visions de bouddhas et de maîtres anciens, dont Tara, Milarépa et Gampopa. En 1348, à l'âge de 66 ans, il a une vision de Vajravārahī et d'autres du bardo jusqu'à sa mort en 1349, à l'âge de 67 ans.